# کالاسین
کالاسین (به تایلندی: กาฬสินธุ์) یک شهرک در تایلند است که در استان کالاسین واقع شده‌است.

## خصوصیات
کالاسین ۱۶٫۹۶ کیلومترمربع مساحت و ۳۷٬۶۵۳ نفر جمعیت دارد